# Grüneburgpark

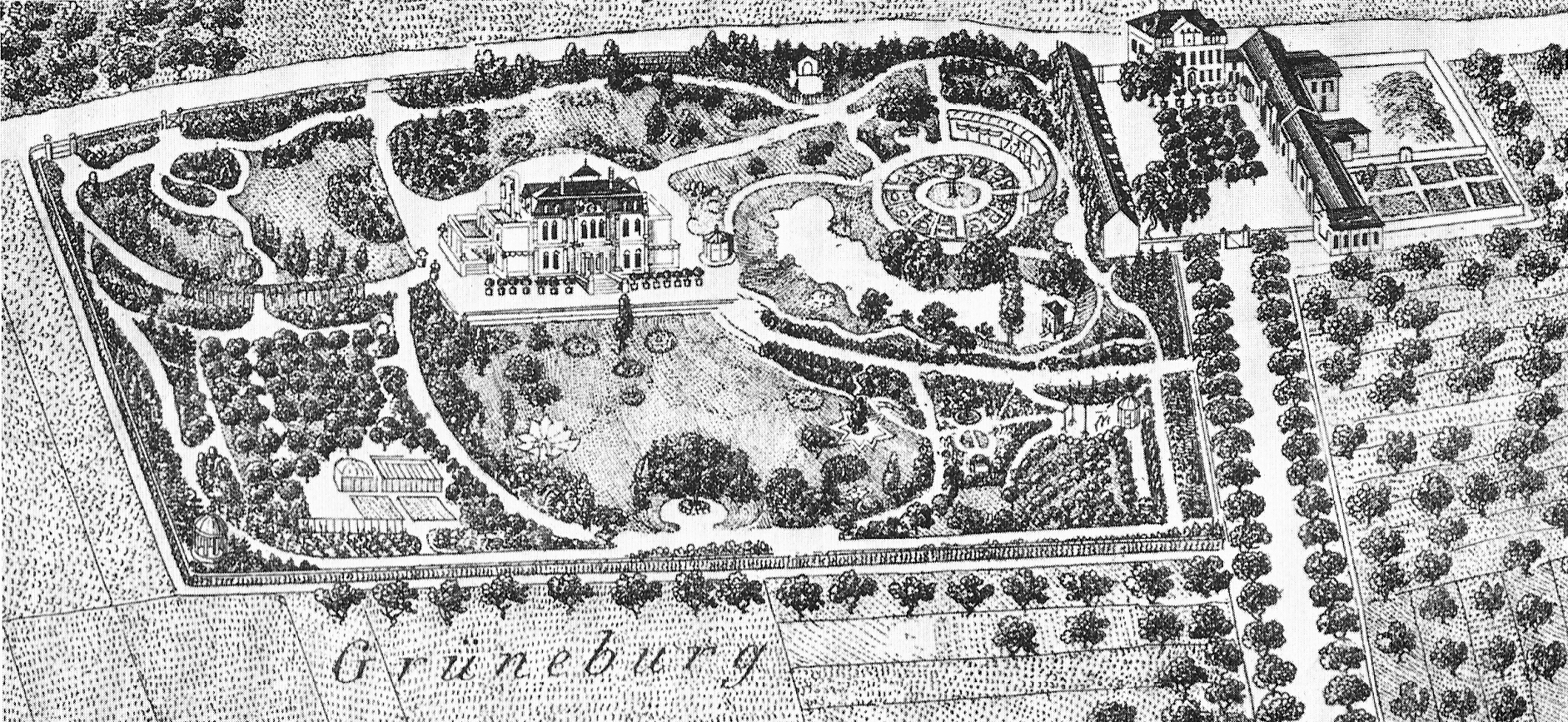
Das Rothschildsche Neue Palais an der Grünen Burg mit Park, etwa 1864. Oben rechts der vormals Bethmannsche Gutshof Grüne Burg mit Orangerie. Ausschnitt aus dem Malerischen Plan von Frankfurt am Main von Friedrich Wilhelm Delkeskamp

Der Grüneburgpark ist eine 29 Hektar große Parkanlage im Frankfurter Stadtteil Westend. Der Name des Parks ist abgeleitet von dem im 18. Jahrhundert so benannten Gutshof Grüne Burg (später in Schloss Grüneburg umbenannt), sowie von dem im 19. Jahrhundert auf dem gleichen Grundstück errichteten Rothschildschen Neuen Palais an der Grünen Burg. Beide Gebäude sind nicht erhalten geblieben. Der Grüneburgpark ist die größte Parkanlage innerhalb des Frankfurter Alleenrings; außerhalb dieser Ringstraßen wird der Park im Frankfurter Stadtgebiet an flächenmäßiger Ausdehnung lediglich vom Niddapark (168 ha) sowie vom Ostpark (32,16 ha) übertroffen. Wegen seines alten Baumbestandes, der teilweise auf das frühe 19. Jahrhundert zurückgeht, und wegen seiner historischen Bedeutung für die Stadt Frankfurt hat der Grüneburgpark den Status eines Gartendenkmals und ist darüber hinaus als Landschaftsschutzgebiet ausgewiesen.

## Lage
Der Grüneburgpark liegt im Nordosten des Stadtteils Westend auf einem von Südwesten nach Nordosten leicht ansteigenden Gelände. In unmittelbarer Nachbarschaft des heutigen Grundstücks des Grüneburgparks befinden sich zwei weitere Grünanlagen: im Südwesten der Palmengarten Frankfurt und im Westen der Botanische Garten, der dort über einen Nebeneingang vom Grüneburgpark aus verfügt. Im Osten grenzt der Campus Westend der Johann Wolfgang Goethe-Universität Frankfurt am Main mit dem I.G. Farben-Gebäude an den Park an, im Norden wird der Park durch die Miquelallee begrenzt. Jenseits der Miquelallee setzt sich der Grünzug in der bereits zu Bockenheim gehörenden Miquelanlage fort. An der südwestlichen Ecke des Parks, an der Siesmayerstraße, liegen der städtische Jugendverkehrsgarten mit der Frankfurter Kinderstraßenbahn, eine Kindertagesstätte sowie eine öffentliche Toilettenanlage für Parkbesucher.

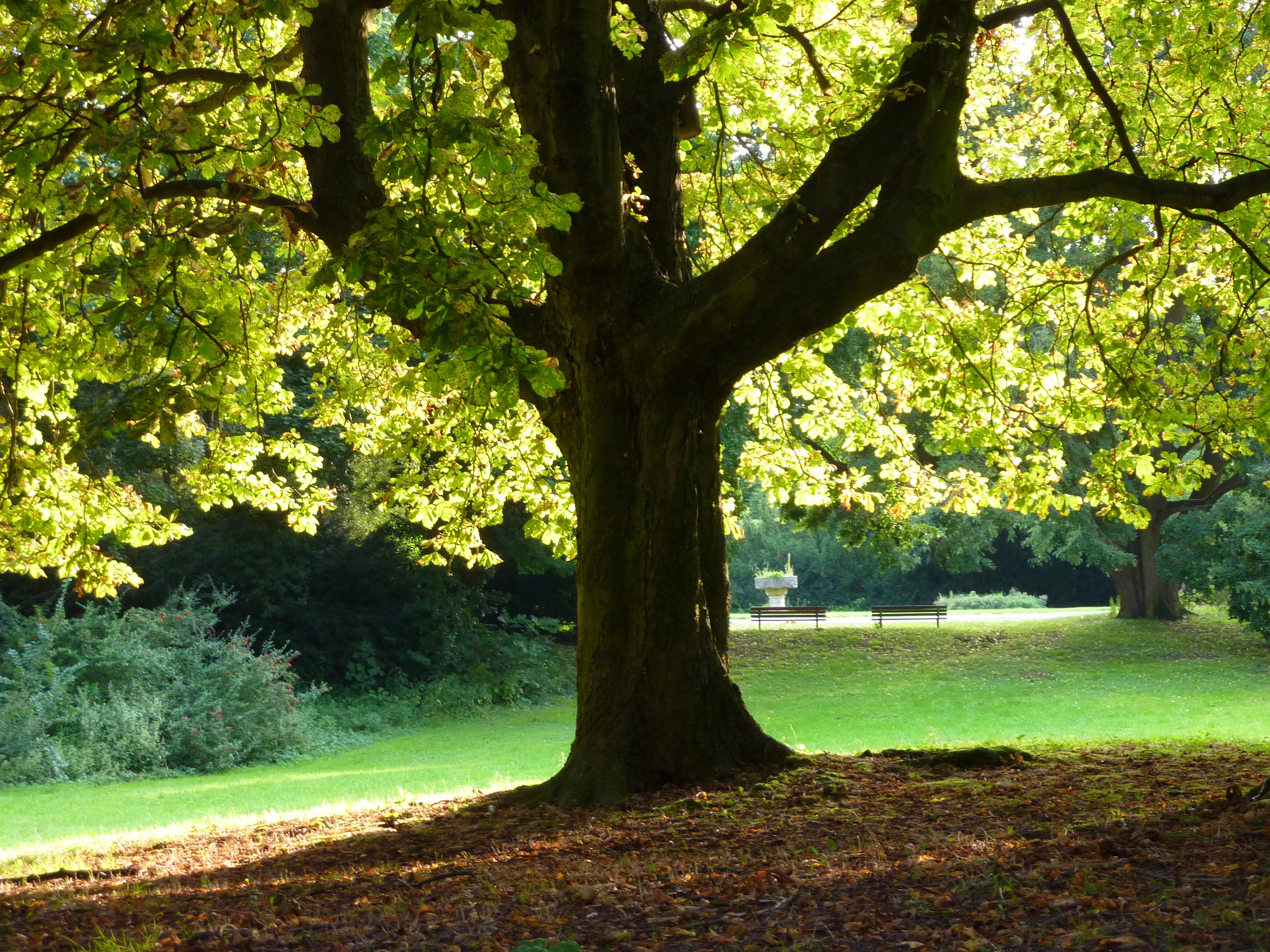
Rosskastanie (19. Jhdt.) beim ehemaligen Standort des Rothschild-Palais

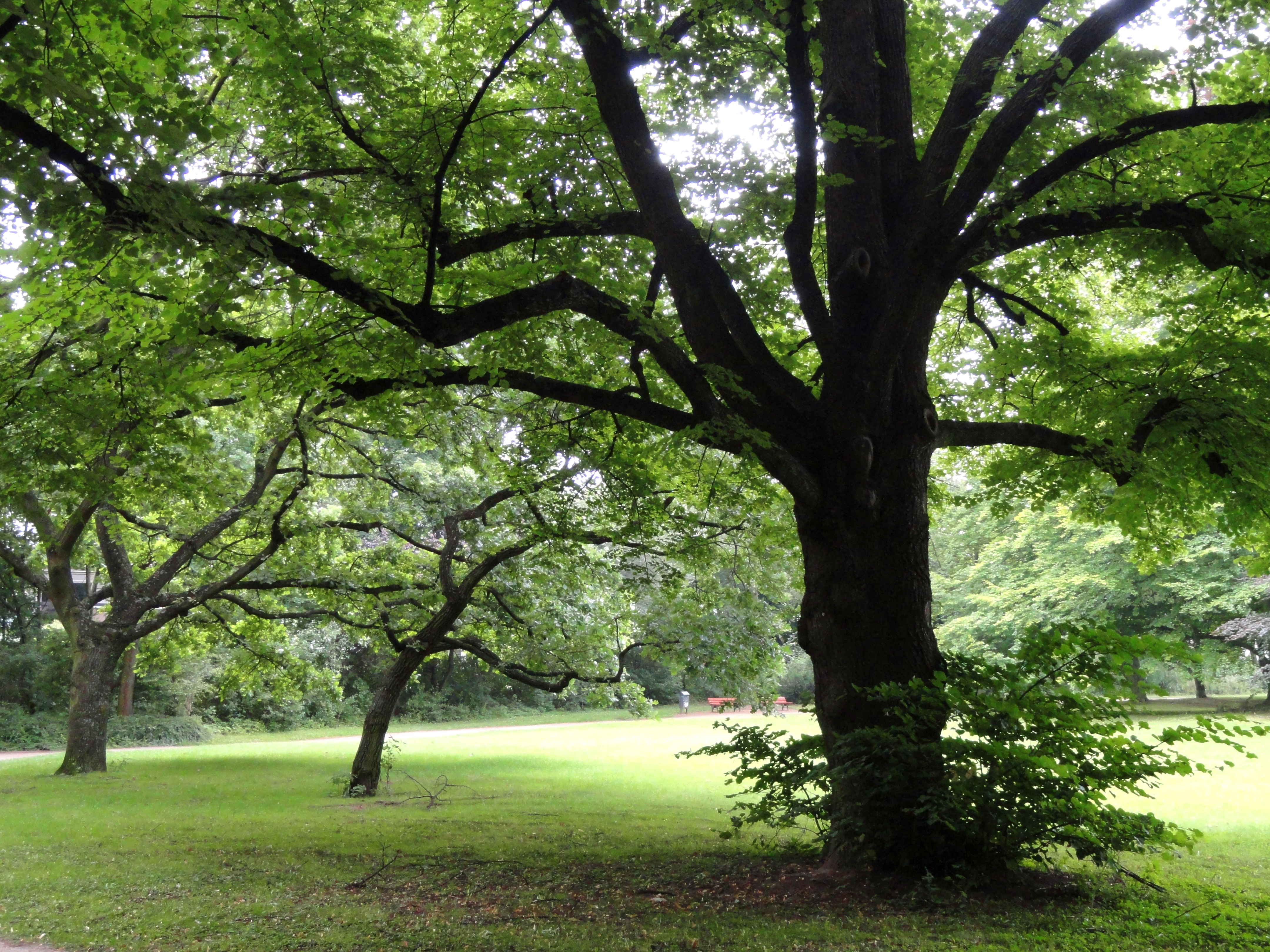
Sommerlinde im Park

## Baumbestand und Denkmalschutz
Der Grüneburgpark ist sowohl Gartendenkmal als auch Landschaftsschutzgebiet. 2.600 Bäume sind in dem 29 Hektar großen Park kartiert, die teilweise aus der Zeit der Anlage des Parks stammen. Der älteste Baum im Park, eine einzeln stehende, große Sommerlinde (Tilia platyphyllos) im Nordosten des Geländes, wird auf das Jahr 1822 datiert. Zu den weiteren im 19. Jahrhundert gepflanzten Baumarten, die im Park jeweils mit mehreren groß gewachsenen Exemplaren vertreten sind, zählen die Gemeine Esche (Fraxinus excelsior), die Gewöhnliche Rosskastanie (Aesculus hippocastanum) sowie die Stieleiche (Quercus robur).
Nachdem jahrzehntelang keine gartendenkmalpflegerischen Maßnahmen ergriffen wurden, beauftragte das Grünflächenamt ein Landschaftsarchitekturbüro, einen Sanierungsplan zu erstellen. Dieser enthielt die Maßnahmen, Solitärbäume frei zu stellen und die historischen Sichtachsen freizuschneiden. Gegen die damit verbundene Fällung von 165 Bäumen richtete sich eine Bürgerinitiative. Die Frankfurter Umweltdezernentin Rosemarie Heilig (Bündnis 90/Die Grünen) stellte sich im Mai 2013 auf die Seite der Bürgerinitiative und erklärte, es würden keine Bäume gefällt.

„[Es sei] nicht Aufgabe, im 21. Jahrhundert, dem Denkmalschutz das Wort zu reden, sondern es geht um die Erhaltung des Grüns“

Das Landesamt für Denkmalpflege Hessen reagierte mit Unverständnis.

## Geschichte

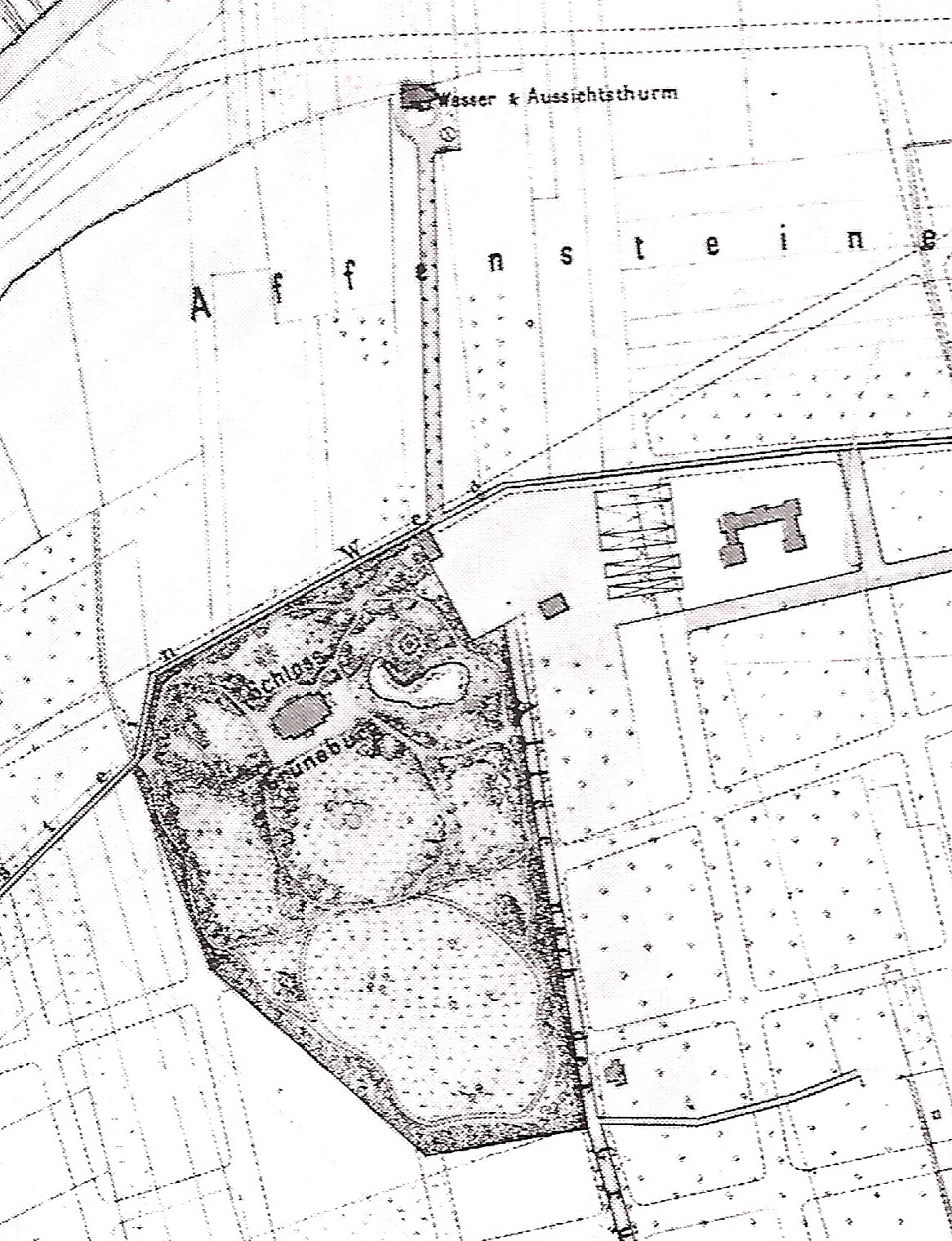
Lageplan des Anwesens von 1887

### 18. Jahrhundert: Schloss Grüneburg
Das Affensteiner Feld genannte Gelände nördlich des Gailswegs, der vom Eschenheimer Tor nach Ginnheim führte, lag etwa 1½ Kilometer nordwestlich der Stadtmauer, aber noch innerhalb der Frankfurter Landwehr, die das Territorium der Reichsstadt umzog. Hier befand sich vermutlich seit dem 14. Jahrhundert ein Gutshof. 1789 erwarb der Bankier Peter Heinrich von Bethmann-Metzler das Grundstück von dem Juwelenhändler Matthias Riese. Nach Erweiterungen des Geländes und der Hofgebäude bekam der vormalige Gutshof den Namen Schloss Grüneburg. In den folgenden Jahren trafen sich hier einige prominente Dichter der Zeit, darunter Johann Wolfgang von Goethe, Bettina von Arnim, Clemens Brentano und Karoline von Günderrode. Goethe beschrieb das Gelände und dessen Aussicht nach einem dortigen Besuch im Jahr 1797 bei Joachim Bethmann-Metzler mit den Worten:
„Es liegt sehr angenehm, eine starke halbe Stunde vor der Stadt, vor dem Eschenheimer Tor, auf einer sanften Anhöhe, von der man vorwärts die Stadt und den ganzen Grund, worin sie liegt, und hinterwärts den Niddagrund bis an das Gebirge übersieht.“

### 19. Jahrhundert: Neues Palais an der Grünen Burg

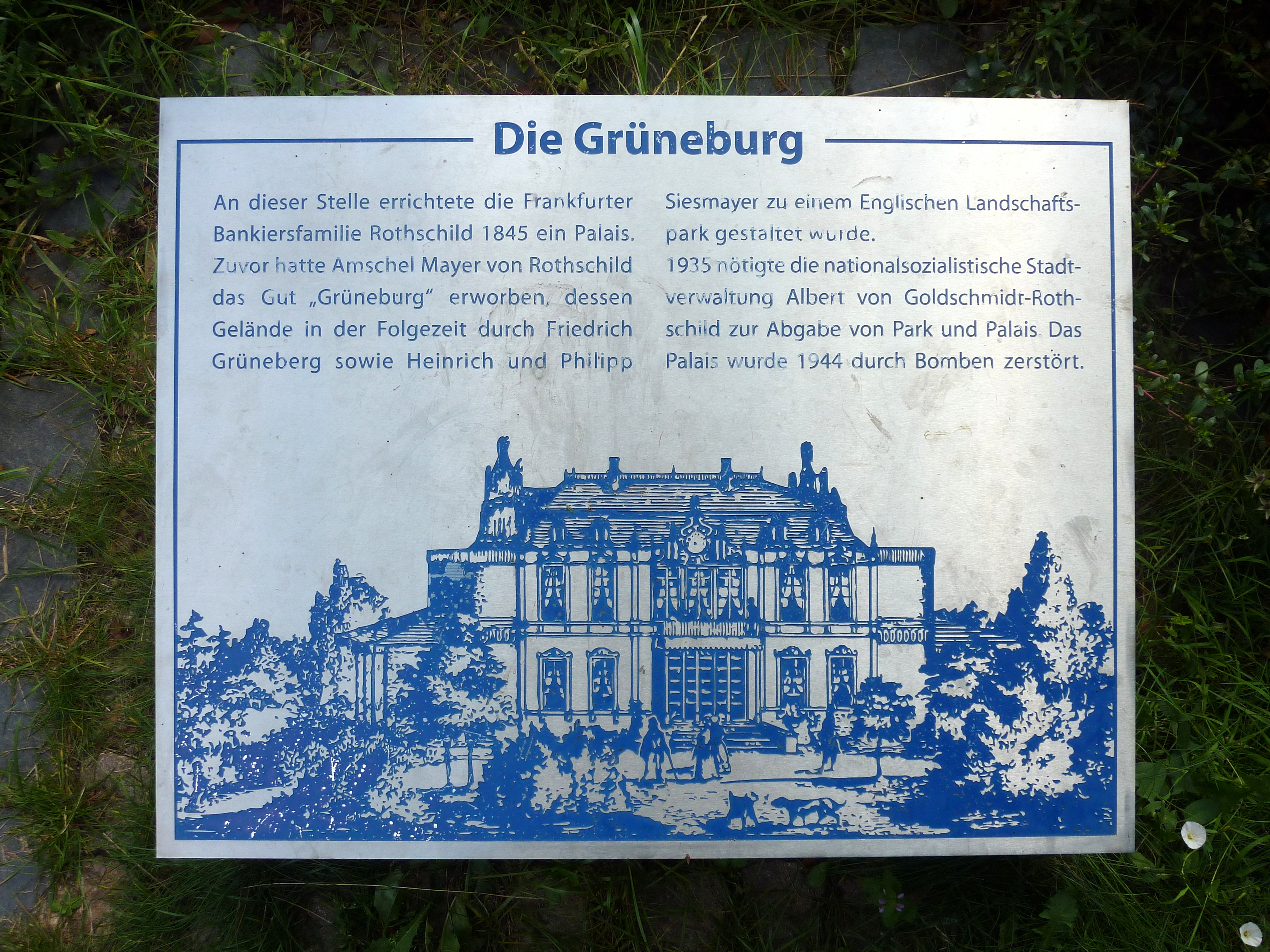
Erinnerungstafel an das Neue Palais an der Grünen Burg im Park mit Zeichnung der Südfassade des Gebäudes

Im Jahr 1837 kaufte der Bankier Amschel Mayer von Rothschild das Grundstück und das Schloss Grüneburg, um es seinem Neffen Anselm Salomon und dessen Ehefrau zur Verfügung zu stellen. Das Ehepaar ließ von 1844 bis 1845 unmittelbar westlich davon ein schlossähnliches Landhaus erbauen – das Neue Palais an der Grünen Burg. Die Angaben über den Architekten des Palais sind widersprüchlich – sowohl Jakob von Essen als auch der französische Architekt Honoré Belanger werden in der neueren Literatur als Urheber der Entwürfe für das Haus angeführt. Auch dessen für Frankfurt als ungewöhnlich geltender Architekturstil wird unterschiedlich bewertet: Eine Dokumentation aus dem Jahr 1974 stuft die Stilrichtung als „Style Louis XII mit neobarocken Stilelementen“ ein, eine Arbeit aus dem Jahr 2009 bezeichnet den Stil als „französische Neo-Renaissance“.
Zeitgleich mit der Errichtung des Palais legte der Frankfurter Gartenarchitekt Friedrich Grüneberg davor einen parkähnlichen Garten mit Pavillons, Weiher und Voliere an. 1850 folgte der Bau der Orangerie auf dem Gelände des zum Wirtschaftsgebäude umfunktionierten Gutshofs Grüne Burg. Im Jahr 1877 ging das Palais in den Besitz von Wilhelm Carl von Rothschild und seiner Frau Hannah Mathilde über. Die Parkanlage wurde vergrößert und vom Landschaftsarchitekten Heinrich Siesmayer, unterstützt vom Rothschildschen Hausgärtner Johannes Veit, als Landschaftspark im Stil eines Englischen Gartens vollendet. Die Gebäude des vormals Bethmannschen Hauses Schloss Grüneburg – das Anwesen befand sich mittlerweile ebenfalls im Besitz von Wilhelm Carl von Rothschild – wurden zu Beginn der 1880er Jahre abgerissen; von 1883 bis 1885 wurde an der Nord- und an der Ostseite des Parks jeweils ein Pförtnerhaus errichtet. Ende der 1880er Jahre wurde der Park nochmals um das nördlich davon gelegene Gelände bis zur Miquelallee erweitert und vom Sohn Heinrich Siesmayers, Philipp Siesmayer, gestaltet. An der vom Palais nach Norden gehenden Allee ließ Rothschild einen etwa 20 Meter hohen Wasser- und Aussichtsturm mit viereckigem Grundriss errichten.
Zur Anlage zählt ein sehr gut erhaltener Eiskeller auf dem Grundstück des nördlichen der beiden Pförtnerhäuser, der 2010 geöffnet und untersucht wurde.

### 20. Jahrhundert: Rothschild-Enteignung und Grüneburgpark

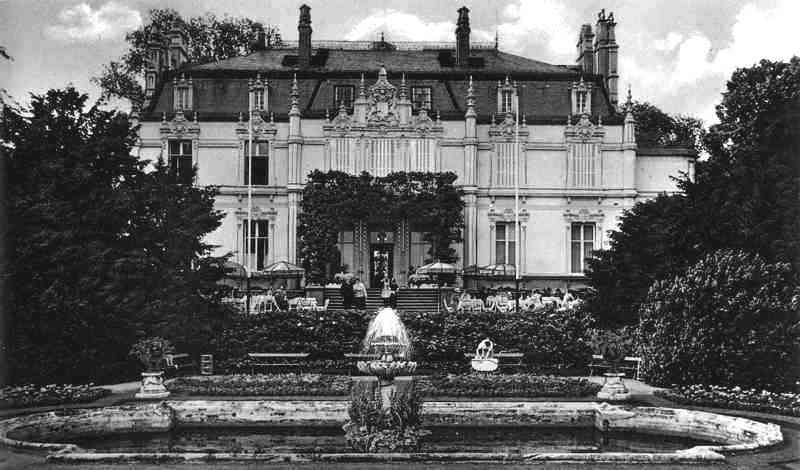
In dem von der Stadtverwaltung in den 1930er Jahren erpressten Neuen Palais an der Grünen Burg wurde bis zum Beginn des Zweiten Weltkrieges ein Café betrieben.

In den 1920er Jahren wurde das Palais Grüneburg von einem Enkel Wilhelm Carls, Albert von Goldschmidt-Rothschild, und dessen Familie bezogen. Ebenfalls zu dieser Zeit hatte die Stadt Frankfurt mit Versuchen begonnen, Privatparks in städtisches Eigentum zu bringen und in Volksparks umzuwandeln. In den 1930er Jahren zwang die nationalsozialistische Frankfurter Stadtverwaltung Goldschmidt-Rothschild zur Zustimmung zu einem Umlegungsvertrag, nach dessen Regelung er im Tausch andere Baugrundstücke hätte erhalten sollen. Aufgrund weitergehender Repressalien durch die Stadtverwaltung konnte er deren Besitz jedoch nicht antreten. Im Jahr 1935 musste Freiherr Albert von Goldschmidt-Rothschild den Wohnsitz seiner sechsköpfigen Familie „der Stadtgemeinde übereignen“, wie einem Brief der Stadtverwaltung an Oberbürgermeister Friedrich Krebs aus dem Jahr 1935 zu entnehmen ist. Die Familie Goldschmidt-Rothschild emigrierte 1938 in die Schweiz; Albert von Goldschmidt-Rothschild beging 1941 Suizid, weil ihm die Ausweisung aus der Schweiz drohte.
Der Grüneburgpark wurde, nach nahezu 100 Jahren im Privatbesitz der Rothschilds, 1936 in einen eintrittsgeldpflichtigen öffentlichen Park umgewandelt. Unter der Leitung des Frankfurter Gartenbaudirektors Max Bromme wurde der Park um eine große Wiese erweitert; der Baumbestand wurde ausgedünnt. Im vormals rothschildschen Palais Grüneburg eröffnete ein Café. Das Gebäude wurde im Zweiten Weltkrieg bei Luftangriffen im Jahr 1944 schwer beschädigt. Nach dem Ende des Krieges gehörte der Park zur militärischen Sperrzone der US-Streitkräfte, deren damaliges Hauptquartier in Europa, das I.G. Farben-Gebäude, sich in unmittelbarer Nachbarschaft zum Park befindet. Als die Sperrzone in den 1950er Jahren aufgehoben worden war und der Park wiederhergestellt und wiedereröffnet wurde, waren die unbeschädigt gebliebene Orangerie und die Ruine von Palais Grüneburg zugunsten der Wiederherstellungsmaßnahmen abgerissen und der Park auf 29 Hektar erweitert worden.
Heute wird der Grüneburgpark von Frankfurter Bürgern als Erholungsort und für verschiedene Freizeitaktivitäten genutzt. Seit ihrer Rückkehr nach Frankfurt vor etwa 50 Jahren gilt Nadine von Mauthner (1927–2011), jüngste Tochter von Albert von Goldschmidt-Rothschild, als letzte im Grüneburgpark geborene Frankfurterin.

## Heutige Gebäude im Park

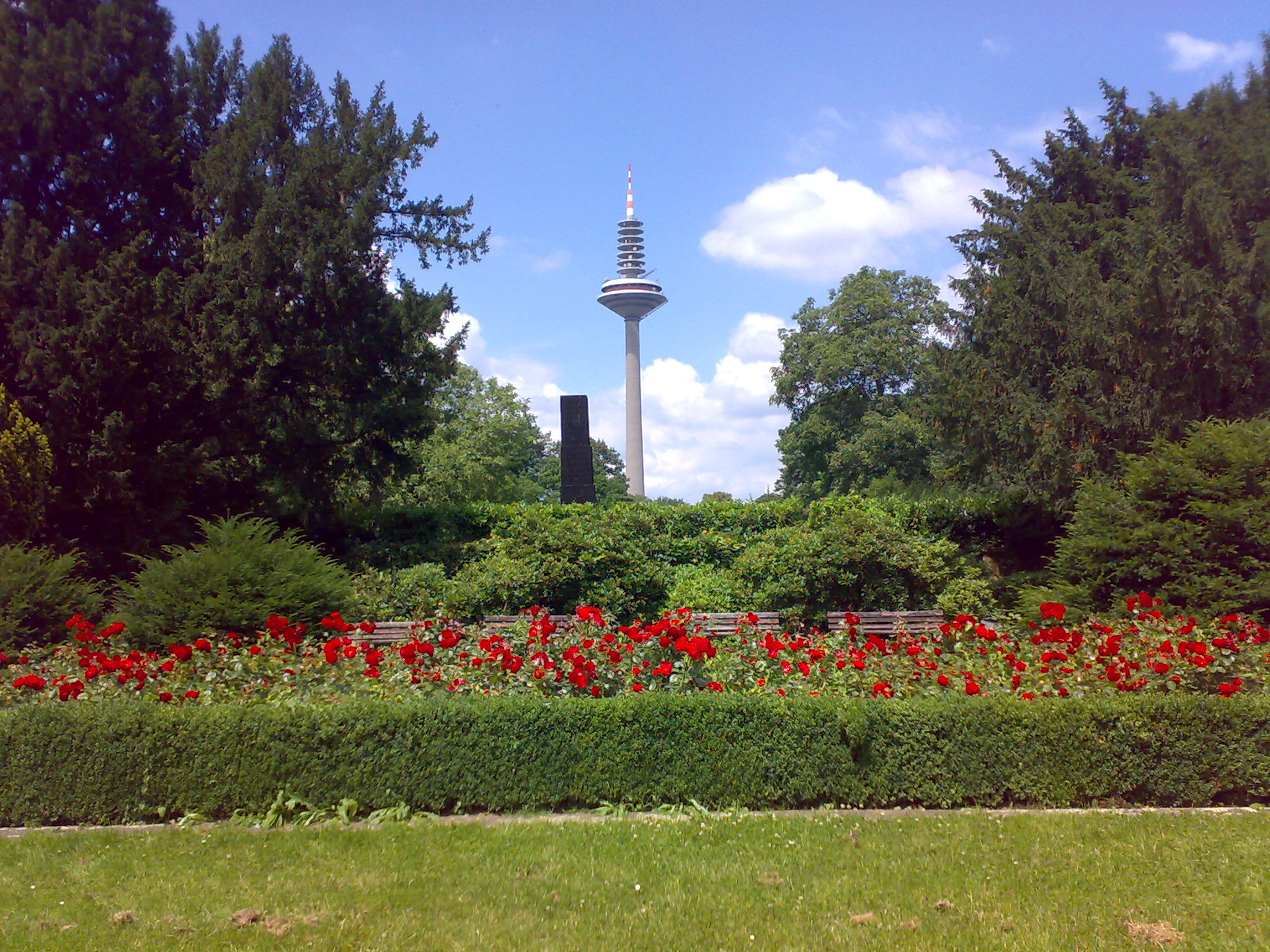
Der ehemalige Standort vom Palais Grüneburg mit Gedenkstele (Bildmitte). Ansicht von Süden; im Hintergrund der Europaturm

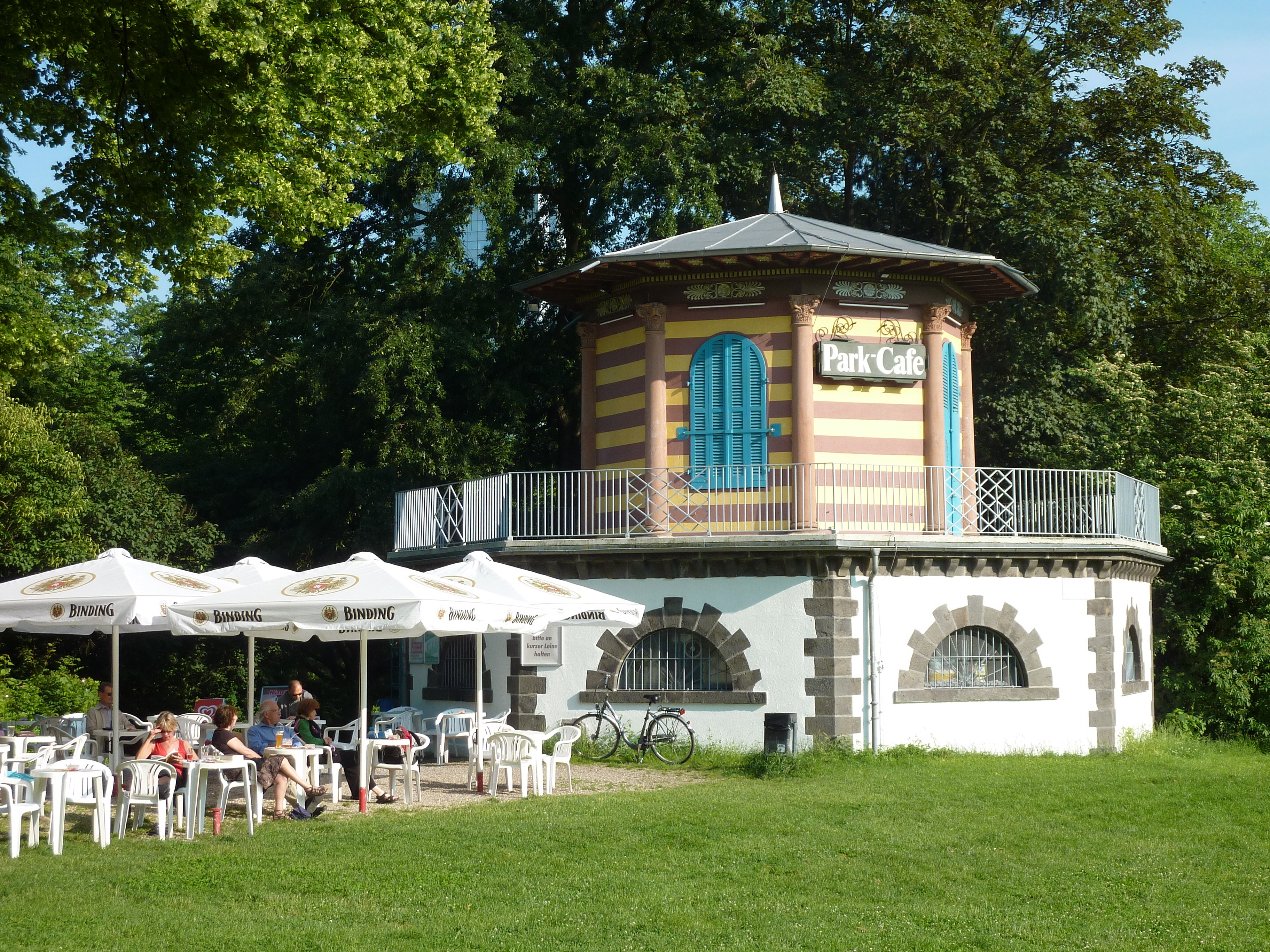
Der ehemalige Schönhof-Pavillon von 1820, heute Park-Café

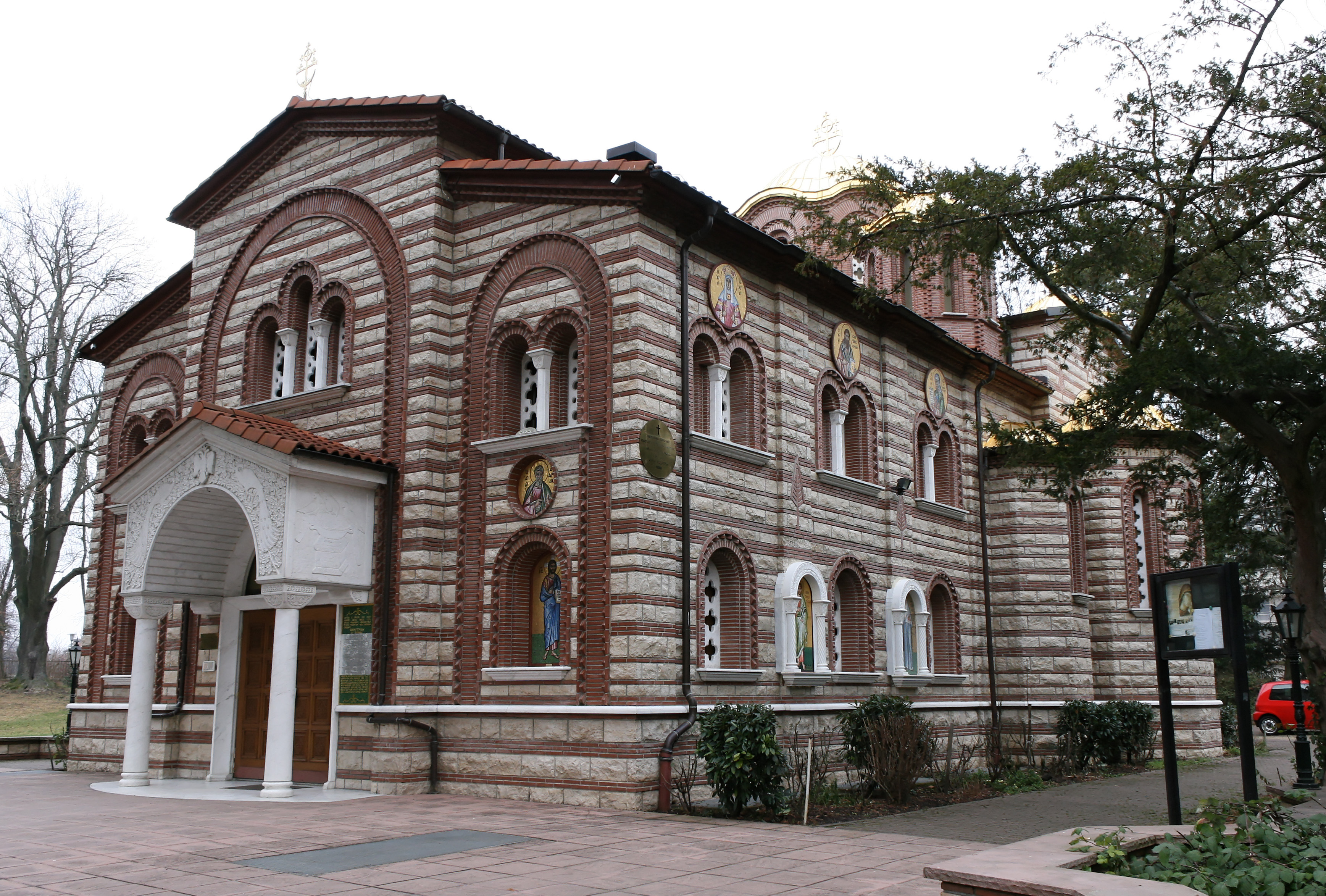
Die Georgioskirche im Park, am Standort der ehemaligen Orangerie

Vom Neuen Palais an der Grünen Burg sind lediglich einige in Stein gearbeitete Blumenkübel erhalten geblieben. Sie wurden in unmittelbarer Nähe von dessen ehemaligem Standort aufgestellt. Etwa in der Mitte des heutigen Parks, an der Stelle des zerstörten Palais Grüneburg, befindet sich eine im Jahr 1968 dort errichtete, vom Bildhauer Hans Steinbrenner gestaltete, fünf Meter hohe Gedenkstele für das Haus. Sie steht in einer Blumenrabatte, die dem Grundriss des Palais nachempfunden ist. Am Rande des Beetes informiert seit dem Jahr 2007 eine Gedenkplakette über dessen Geschichte. Vollständig erhalten geblieben sind von den Gebäuden der Anlage lediglich der im Stil des Historismus erbaute Wasserturm am nördlichen Rand des heutigen Parks an der Miquelallee sowie die zwei Pförtnerhäuser aus dem späten 19. Jahrhundert – eines ebenfalls am nördlichen Rand des Parks an der Sebastian-Rinz-Straße, das andere an dessen Ostrand an der August-Siebert-Straße gelegen.
Den Ort des ehemaligen Bethmannschen Gutshofes Grüne Burg und der Rothschildschen Orangerie überließ die Stadt 1947 der griechischen Gemeinde Apostel Andreas und Heiliger Georg der Griechisch-Orthodoxen Metropolie von Deutschland. Diese errichtete in den 1950er Jahren auf den Fundamenten der Orangerie die Georgioskirche. Das Provisorium der 1950er Jahre wurde in den 1990er Jahren mittels der Spende eines Kürschners durch einen Neubau ersetzt.
Vom Frankfurter Architekten Friedrich Rumpf gestaltet ist der oktogonale klassizistische Schönhof-Pavillon. Er wurde 1820 als Gartenhaus für die Familie Barckhaus errichtet, die das Hofgut Schönhof im heutigen Stadtteil Bockenheim bewirtschaftete. Der Pavillon wurde 1964 anlässlich der Errichtung der Breitenbachbrücke in Bockenheim von dort in den Grüneburgpark versetzt und beherbergt heute das Park-Café.
Über das Gelände des Grüneburgparks verteilt liegen insgesamt fünf Kinderspielplätze, deren Spielgeräte an den Bedürfnissen von Kindern der Altersgruppen bis 3 Jahre, 3–6 Jahre und ab 6 Jahren ausgerichtet sind.
Seit 1960 befindet sich im Jugendverkehrsgarten die von der Verkehrsgesellschaft Frankfurt (VgF) betriebene Kinderstraßenbahn Frankfurt am Main.

### Koreanischer Garten

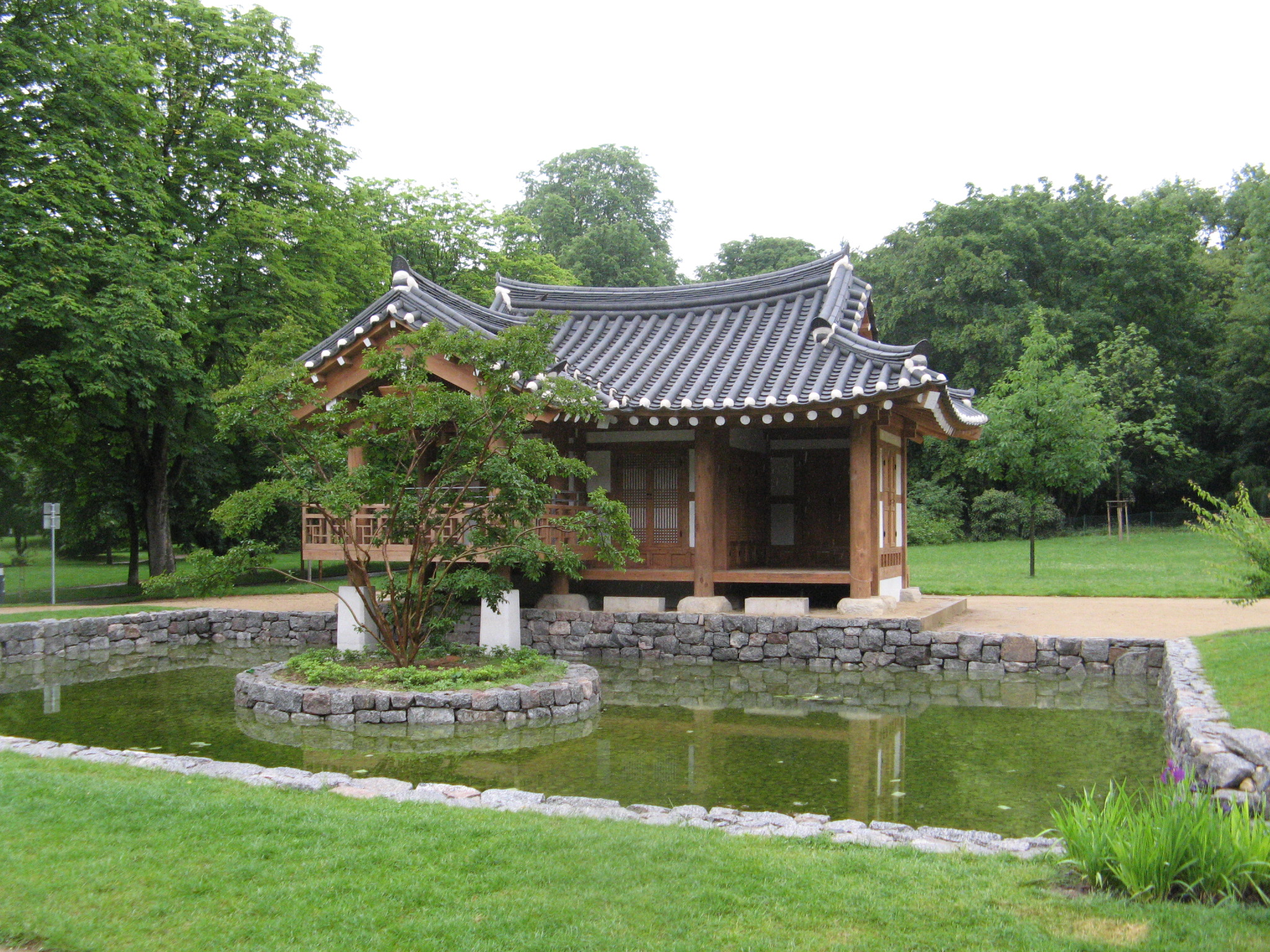
Pflaumenlaube-Pavillon mit Teich

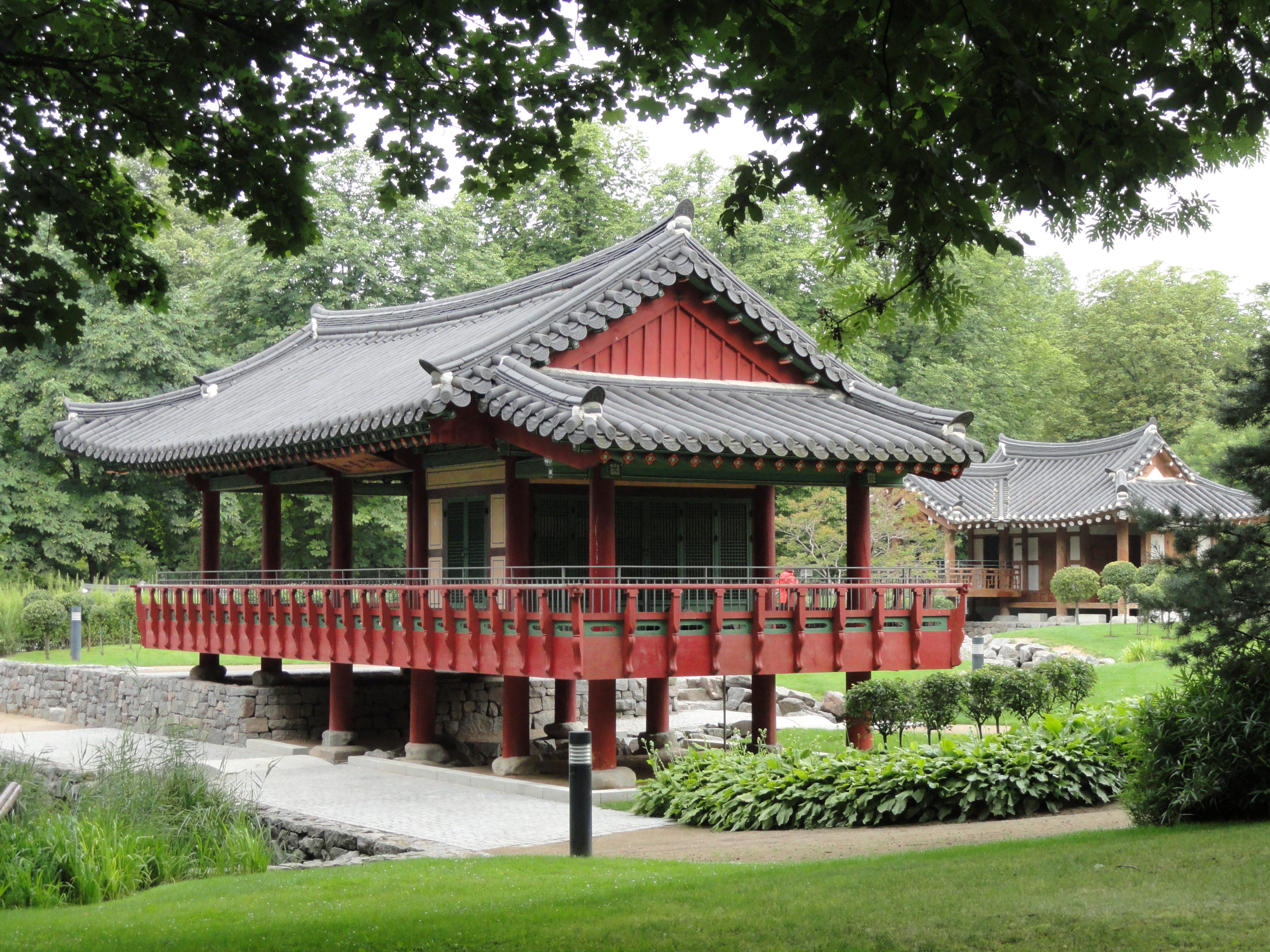
Der Morgentau-Pavillon (zerstört 2017)

Ein 4000 Quadratmeter großer koreanischer Garten mit zwei typischen Pavillons, Teichen und einem künstlich angelegten Bachlauf wurde zur Frankfurter Buchmesse 2005 von eigens aus Südkorea angereisten Fachleuten errichtet. Korea war Gastland der Buchmesse 2005. Der koreanische Garten bleibt als Geschenk Südkoreas an die Stadt Frankfurt auf Dauer am Ostrand des Grüneburgparks.
In der Nacht zum 1. Mai 2017 wurde der größere der beiden Tempel, der Morgentau-Pavillon, von Unbekannten durch Brandstiftung zerstört. Der Feuerwehreinsatz in der zweiten Nachthälfte konnte das Gebäude nicht retten. Der koreanische Garten wurde bis zur Wiederherstellung der Verkehrssicherheit geschlossen.
In der Nacht zum 1. Juni 2017 wurde ebenso der Wasserpavillon im Garten des Himmlischen Friedens im Bethmannpark durch einen Brandanschlag zerstört. Die Polizei vermutet einen Zusammenhang.

## Sanierung des Parks (2014–2017)
Im Frühjahr 2014 wurde im Grüneburgpark unter der Leitung des Frankfurter Grünflächenamtes mit Arbeiten an dessen Runderneuerung begonnen. Die umfangreichen Gartenbau-Maßnahmen in fünf aufeinander folgenden Bauabschnitten machten die vorübergehende Sperrung großer Teile des Parkgeländes erforderlich. Der Abschluss der Arbeiten, in deren Planung eine örtliche Bürgerinitiative mit einbezogen ist, war zunächst für das Jahr 2016 geplant. Nachdem der letzte der projektierten Bauabschnitte im Dezember 2016 begonnen hatte, bezeichnete das Frankfurter Grünflächenamt Anfang Juni 2017 die Sanierung als „weitestgehend abgeschlossen“; kleinere Arbeiten sollen noch bis zum Herbst des Jahres ausgeführt werden.
Ein Schaukasten in der Südwest-Ecke des Parkgeländes informierte über die Sanierung mit dem Aushang amtlicher Mitteilungen zu Planung und Durchführung der Runderneuerung sowie mit detaillierten kartographischen Darstellungen der Arbeiten.

## Zugang und Verkehrsanbindung
Der Grüneburgpark ist zu Fuß, mit dem Fahrrad und mit Bussen der Frankfurter Nahverkehrsgesellschaft VGF erreichbar. Für den motorisierten Individualverkehr gibt es wenige öffentliche Parkplätze an der Nordhälfte der Siesmayerstraße. Durch umschließende, stark befahrene Straßen (Westen, Norden), nicht von öffentlichen Verkehrsmitteln erschlossene Wohnviertel (Nordosten), das Universitätsgelände im Südosten und durch den angrenzenden Palmengarten im Südwesten wirkt der Park etwas abgeschirmt von den nächstgelegenen ÖPNV-Linien. Zwei Bushaltestellen der VgF grenzen direkt an den Grüneburgpark an: die an der Südwestecke gelegene Haltestelle Palmengarten der Metrobuslinie M36 – in die man von der U-Bahn-Haltestelle Holzhausenstraße (U1, U2, U3, U8) aus umsteigen kann – sowie die an der Nordseite gelegene Haltestelle Grüneburgpark der Metrobuslinie M32. Von Westen (nördliches Bockenheim) führt eine Fußgängerbrücke vom Diebsgrundweg über die Rosa-Luxemburg-Schnellstraße direkt in den Park. Von Norden (Carl-Schurz-Siedlung) führt eine zweite Fußgängerbrücke vom Gelände der Miquelanlage an der Deutschen Bundesbank über die Miquelallee.